# Coradion chrysozonus
Espèce
Statut de conservation UICN

 LC  : Préoccupation mineure
Coradion chrysozonus est une espèce de poisson marin de la famille des Chaetodontidae.

## Répartition
Ce taxon se rencontre dans les pays suivants : Australie, Birmanie, Cambodge, Chine, Hong Kong, Indonésie, Japon, Malaisie, Palaos, Papouasie-Nouvelle-Guinée, Philippines, Taïwan, Singapour, Thaïlande, Tonga, Viêt Nam, Îles Salomon.

## Taxonomie
Le nom valide complet (avec auteur) de ce taxon est Coradion chrysozonus (Cuvier, 1831).
Coradion chrysozonus a pour synonymes :
- Chaetodon chrysozonus Cuvier, 1831
- Chaetodon guttatus Gronow, 1854
- Chaetodon labiatus Cuvier, 1831